# Segunda Batalha de Nördlingen

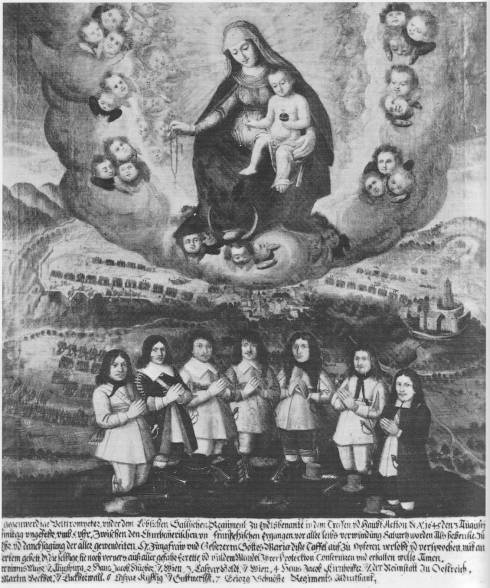
Ex-voto da Batalha de Nördlingen

A Segunda Batalha de Nördlingen (também chamada de Batalha de Alerheim) deu-se durante o curso da Guerra dos Trinta Anos e seguiu-se à derrota das forças franco-weimarianas do Visconde de Turenne em maio de 1645. Naquela oportunidade, as tropas de Turenne, espalhadas pela região de Mergentheim, foram surpreendidas e batidas pelo exército imperial comandado por Franz von Mercy d'Argentau. Refeito do susto, Turenne reuniu-se com o príncipe de Condé e marcharam contra a Baviera. O exército imperial, ainda sob o comando de von Mercy, entrincheirou-se próximo a Nördlingen, barrando o caminho rumo ao Danúbio. No dia 3 de agosto Condé mandou seus doze mil homens em um ataque contra as posições inimigas. Os austríacos e bávaros, totalizando também cerca de doze mil homens, resistiram com grande tenacidade. Os franceses vinham sofrendo pesadas baixas até que, no auge do combate, Mercy foi mortalmente ferido. Este fato atingiu profundamente o moral da tropa imperial, que logo perdeu sua coesão e abandonou o campo de batalha. Os franceses teriam sofrido três mil baixas e os imperiais quase cinco mil.

## Conseqüências
Após a batalha, a Baviera, esgotada, iniciou as negociações de paz, que conduziram à trégua de Ulm, dois anos depois.